# Ле-Шам-пре-Фрож
Ле-Шам-пре-Фрож (фр. Le Champ-près-Froges) — коммуна во Франции, находится в регионе Рона — Альпы. Департамент коммуны — Изер. Входит в состав кантона От-Грезиводан. Округ коммуны — Гренобль.
Код INSEE коммуны — 38070. Население коммуны на 2012 год составляло 1229 человек. Населённый пункт находится на высоте от 220 до 826 метров над уровнем моря. Муниципалитет расположен на расстоянии около 490 км юго-восточнее Парижа, 105 км юго-восточнее Лиона, 20 км северо-восточнее Гренобля. Мэр коммуны — Gilbert Reymond, мандат действует на протяжении 2014—2020 гг.
Динамика населения (INSEE):